# Тупи (язык)
Язык тупи́ (порт. língua tupi) — язык племён тупи, населявших побережье Бразилии на момент появления португальцев в современной Бразилии. Другие названия: старый тупи (порт. tupi antigo), лингва бразилика (бразильский язык; порт. língua brasílica), тупинамба́ (порт. tupinambá), лингва жерал (порт. língua geral ‘общий язык’).
Самоназвание языка — nheengatu ‘хороший язык’, nheendyba ‘общий язык’, abá-nheenga ‘человеческий язык’.
Известен по записям XVI — начала XVIII вв. Общепринятая орфография для тупи отсутствует, в этой статье используется орфография, разработанная иезуитским миссионером Жозе ди Аншиетой, внёсшим значительный вклад в изучение тупи.

## Генеалогическая принадлежность
Тупи, наряду с близкородственным ему живым языком гуарани, относится к тупийской языковой семье (ветвь тупи-гуарани). Имеется гипотеза Арьона Далл’Игны Родригеса, связывающая тупийские языки с языками макро-же и карибскими языками, однако эта гипотеза находит мало поддержки.

## Распространение
Фактически тупи представлял собою диалектный континуум, протянувшийся от устья Амазонки на юг вдоль берега Атлантического океана и вглубь материка. Миссионерами было выделено семь основных диалектов, из которых хорошо описаны два — северный тупи (порт. tupi setentrional) и южный тупи (tupi meridional). На южном тупи говорили в районе современного Сан-Висенти (Сан-Паулу) на побережье штата Сан-Паулу, он характеризовался запретом на закрытые слоги: конечные согласные слога в нём подверглись апокопе, что сближает его с гуарани.

## Социолингвистическая информация
В раннюю колониальную эпоху тупи использовался в качестве лингва франка на территории Бразилии как туземным, так и европейским населением. На тупи существовала литература (преимущественно религиозная). Использовалось некоторое количество графических систем на основе латинского алфавита. Вымер в XVIII веке в результате многократно усилившейся иммиграции европейцев в Бразилию в ходе бразильской золотой лихорадки, однако оставил после себя ряд контактных языков, среди которых стоит отметить ньенгату.

## Лингвистическая характеристика

### Фонология
Фонологическая система тупи может быть восстановлена главным образом на основании описаний, сделанных миссионерами на протяжении XVII—XVIII вв., хотя не всегда эти описания удаётся трактовать однозначно.
|             |                   | Лабиальные     | Дентальные     | Палатальные | Велярные | Глоттальные |
| ----------- | ----------------- | -------------- | -------------- | ----------- | -------- | ----------- |
| Назальные   | Назальные         | m (/m/)        | n (/n/)        | nh (/ɲ/)    | ng (/ŋ/) |             |
| Смычные     | преназализованные | mb (b-) (/ᵐb/) | nd (d-) (/ⁿd/) |             | g (/ᵑɡ/) |             |
| Смычные     | глухие            | p (/p/)        | t (/t/)        |             | k (/k/)  | ' (/ʔ/)     |
| Фрикативные | глухие            |                | s (/s/)        | x (/ʃ/)     |          | h (/h/)     |
| Фрикативные | звонкие           | b (/β/)        |                |             | g (/ɣ/)  |             |
| Одноударные | Одноударные       |                | r (/ɾ/)        |             |          |             |

Вокалическая система тупи насчитывает 12 фонем: это гласные /a/, /e/ ([e̞]), /i/, /o/ ([o̞]), /u/ и /y/ ([ɨ]), а также их назализованные соответствия — /ã/, /ẽ/ ([ẽ̞]), /ĩ/, /õ/ ([õ̞]), /ũ/ и /ỹ/ ([ɨ̃]); на письме назализованность гласных обычно не обозначается перед преназализованными.
Кроме того, имеется три полугласных: /î/ (варьируется в пределах от [j] до [ʒ]), /û/ ([w]; может обозначаться на письме как gû) и /ŷ/ (не имеет специального обозначения в МФА, но, вероятно, артикуляция этой фонемы совпадает с артикуляцией /y/, а способ образования — с [ɰ]; может обозначаться на письме как yg).
Консонантизм тупи включает:
- три глухих смычных (/p/, /t/ и /k/; они могут как открывать, так и закрывать слог, хотя /p/ и /t/ в конце слога встречаются редко)
- три преназализованных звонких смычных (/mb/ ([mb]), /nd/ ([nd]) и /ng/ ([ŋg]); в начале слова могут обозначаться на письме как b, d и g; /mb/ и /nd/ не могут закрывать слог; /ng/ в конце морфа реализуется как /ŋ/);
- четыре носовых (/m/, /n/, /ŋ/ (со спорным фонемным статусом) и /nh/ [ɲ]; /nh/ не может закрывать слог, остальные носовые встречаются в любой позиции);
- три глухих спиранта (/s/, /x/ ([ʃ]) и /h/; /s/, возможно, был ретрофлексным [ʂ], всё же отличным от постальвеолярного [ʃ]; фонемный статус /x/ спорен, поскольку, вероятно, /x/ является аллофоном /s/ и встречается в позиции после гласной фонемы /i/; употребление /h/ ограничено тремя или четырьмя лексемами и, возможно, /h/ тоже представляет собой периферийный вариант /s/, представленный в диалектах, — так, в гуарани *s перешло в /h/);
- гортанную смычку /’/ (/ʔ/); её фонемный статус оспаривается, утверждается, что она автоматически вставляется в неприкрытых слогах, однако имеется ряд слов, где это не так (например, eira, aiba, t-esá-y);
- звонкую фрикативную фонему /b/ ([β]) и, возможно, /g/ (/ɣ/); сообщается, что в записях миссионеров буква g могла обозначать не отдельную фонему, а гортанную смычку (также эта буква, как указывалось выше, входит в сочетания yg и gû, обозначающие полугласные);
- одноударную дрожащую фонему /r/ ([ɾ]), может как открывать, так и закрывать слог.

Кластеры согласных запрещены (в северном тупи они встречаются на стыках слов).
Ударение динамическое, всегда падает на последний слог корня, обозначается на письме в соответствии с правилами португальской орфографии с некоторыми поправками.

### Морфонология
При сложении основ, если первая основа оканчивается на безударный гласный, то перед гласной фонемой следующего слога (гортанная смычка не учитывается) утрачивается этот гласный, перед согласной — весь последний слог: ybaka ‘небо’ + una ‘чёрный’ = ybakuna, ybaka + piranga ‘красный’ = ybapiranga ‘красное небо’; nheenga ‘речь’ + poranga ‘красивый’ = nheẽporanga ‘красивый голос’; при этом, если выпадает слог /ba/, то начальные /p/ и /m/ следующей основы переходят в /mb/.
Чередуются /p/, /m/ и /mb/: начальное /p/ в именах, перед которым нет зависимого, переходит в /mb/ (xe pó ‘моя рука’, pó ‘рука’; таким образом, можно говорить о вершинном маркировании); конечное /m/ перед ударным гласным факультативно переходит в /mb/ (kama ‘женская грудь’ + y ‘вода’ = kamby ‘молоко’; то же верно для /n/ и /nd/); в ауслауте и в некоторых других контекстах /b/ спорадически переходит в /p/; анлаутное /mb/ может реализоваться как /m/ (то же верно для /n/ и /nd/).
После /i/ осуществляется переход /s/ в /x/: sy ‘мать’ — i xy ‘его мать’.
Существовавшая в языке прототупи-гуарани гармония по назализации, в соответствии с которой (насколько возможно судить по данным гуарани) назализация гласной фонемы ударного слога сама по себе вызывала назализацию всех гласных и звонких согласных между этим и ближайшими ударными слогами, фонологизовалась и была почти полностью утрачена. Сохранились лишь её следы. Так, если при словообразовании или словосложении приставка или корень содержат в последнем (или даже предпоследнем) слоге носовой (гласный или согласный), то начальные глухие следующего морфа переходят в преназализованные того же места образования, а звонкие /b/ и /r/ — в носовые: nhũ + pûera = nhũbûera ‘то, что было полем’, mo + ker = monger ‘будить’, mo + syk = mondyk ‘заставлять приходить’. Фонемы /î/ и /nh/ дополнительно распределены по соседству с носовыми, хотя распределение иногда нарушается: nhan ‘бежать’, îuba ‘жёлтый’, îakumã или nhakumâ ‘брусок от лодки’.

### Морфология
В тупи отсутствует категория числа: ygapenunga ‘волна, волны’, ypeka ‘утка, утки’. В колониальный период для выражения множественного числа стало широким употребление прилагательного etá ‘многочисленный’ (syry etá ‘крабы’), однако недопустимо его избыточное использование в контекстах, из которых уже следует множественность (неграмматично *mokõi syry-etá, возможно только mokõi syry ‘два краба’). Имеется разделение на согласовательные классы — активный и инактивный.
Имеется категория времени: ybá ‘фрукт’, ybá-pûera (фрукт-PST) ‘бывший фрукт’, ybá-rama (фрукт-FUT) ‘будущий фрукт’; nhũ ‘поле’, nhũ-buera (поле-PST) ‘бывшее поле’, nhũ-rama (поле-FUT) ‘будущее поле’.
Прилагательные всегда находятся после определяемого слова, на их стыке происходит фузия. Некоторые прилагательные согласуются с существительными по признаку активности, но только находясь в предикативной функции; при атрибуции они не принимают согласовательного префикса и могут начинаться только на гласную фонему:
- ybá s-aî

фрукт INACT-кислый
«фрукт кислый»
- a-nho-mim ybá-aî

1SG.ACT-3.STV-спрятать фрукт-кислый
«я прячу/спрятал кислый фрукт»
При дейксисе различаются две степени близости, а также две степени видимости.
|         | видимые                                                    | невидимые                     |
| близкие | (i)kó, (i)ã, (i)ang(a)                                     | (i)ã, (i)ang(a)               |
| далёкие | (ebo)kûé, (ebo)kûeî(a), ebouinga, (ebo)uĩ, ebuĩ, eguĩ, euĩ | aîpó, aé, akó, akûé, akûeî(a) |

У личных местоимений различаются инклюзив и эксклюзив, полная и краткая формы (краткая фактически является глагольным префиксом, но может также выступать в качестве обладателя в притяжательных конструкциях и таким образом играть роль притяжательного местоимения).
Имеется ряд послелогов, предлогов нет: taba ‘деревня’ — taba pupé ‘в деревне’, sy ‘мать’ — sy resé ‘ради матери’. 

## В массовой культуре
- На языке тупи звучат почти все диалоги в фильме бразильского режиссёра Нелсона Перейры дус Сантуса «Как вкусен был мой француз» (1971), повествующего о пленном французе в племени тупинамба.